# ترگلوانگ
ترگلوانگ (به آلمانی: Treglwang) یک منطقهٔ مسکونی در اتریش است که در ناحیه لیتسن واقع شده‌است. ترگلوانگ ۳۶٫۲۴ کیلومتر مربع مساحت دارد ۷۴۵ متر بالاتر از سطح دریا واقع شده‌است.